# NGC 6033
NGC 6033 (również PGC 56941 lub UGC 10159) – galaktyka spiralna (Sbc), znajdująca się w gwiazdozbiorze Węża. Odkrył ją Albert Marth 23 lipca 1864 roku.